# Kamerunská koza
Kamerunská koza je nejmenší plemeno kozy domácí původem ze západního pobřeží Afriky. V dospělosti dosahuje výšky jen 30 až 40 cm a hmotnosti 15 až 20 kg. V Kamerunu se chová ve dvou rázech, větší Kirdi je chován na severu země a v přilehlé části Čadu a Středoafrické republiky, zatímco menší Kosi na jihu a západě země. 

## Popis
Je to nenáročné masné plemeno, které je schopno přežít v oblastech s velmi chudou vegetací. Živí se trávou, listy keřů a stromů. Kozy se v Africe chovají výhradně pro maso a kůži, mléka je málo, takže stačí pouze pro kůzlata.
Pro plemeno jsou typické krátké končetiny a objemné břicho, jedná se o tzv. achondroplazii. Uši jsou rovněž krátké, obě pohlaví mají rohy. Jsou to přizpůsobivá a obratná zvířata s tvrdou konstitucí, snadno zdolávají náročnější překážky a dokáží šplhat na nízké stromy.
Samice je 150 až 170 dnů březí, rodí většinou 2 mláďata vážící 1 až 2,5 kg. Koza se dožívá věku maximálně 15 let.
V Česku se využívá k údržbě svahů vypásáním a jako oblíbené zvíře dětských koutků zoologických zahrad. Důvodem umístění v dětských koutcích je zejména skutečnost, že Kamerunské kozy obojího pohlaví jsou vždy neagresivní, přátelské a je možno k nim bez obav pustit i malé děti. Najít je lze například v Zoo Liberec, Zoo Brno, Zoo Jihlava, Zoo Plzeň, Zoo Tábor nebo taky v Zoo Ostrava.